# Xã Shealy, Quận Ward, Bắc Dakota
Xã Shealy (tiếng Anh: Shealy Township) là một xã thuộc quận Ward, tiểu bang Bắc Dakota, Hoa Kỳ. Năm 2010, dân số của xã này là 28 người.